# Saint-Germain-du-Teil
Saint-Germain-du-Teil (okzitanisch: Sent German del Telh) ist eine südfranzösische Gemeinde mit 860 Einwohnern (Stand: 1. Januar 2022) im Département Lozère in der Region Okzitanien. Die Gemeinde gehört zum Arrondissement Mende und zum Kanton Bourgs sur Colagne. 

## Lage
Saint-Germain-du-Teil liegt im Gebiet der Causse de Sauveterre im südlichen Zentralmassiv in den Cevennen in der historischen Landschaft des Gevaudan. An der westlichen Gemeindegrenze verläuft das Flüsschen Doulou. Das Gemeindegebiet gehört zum Regionalen Naturpark Aubrac. Umgeben wird Saint-Germain-du-Teil von den Nachbargemeinden Les Salces im Norden und Nordwesten, Bourgs sur Colagne im Nordosten, La Canourgue im Osten und Südosten, Banassac-Canilhac mit Banassac im Süden, Saint-Pierre-de-Nogaret im Westen sowie Les Hermaux im Westen und Nordwesten.

## Bevölkerungsentwicklung
| Jahr                       | 1962 | 1968 | 1975 | 1982 | 1990 | 1999 | 2006 | 2013 | 2018 |
| Einwohner                  | 698  | 760  | 704  | 779  | 804  | 803  | 832  | 821  | 879  |
| Quellen: Cassini und INSEE |      |      |      |      |      |      |      |      |      |

## Sehenswürdigkeiten
- Kirche Saint-Germain aus dem 19. Jahrhundert

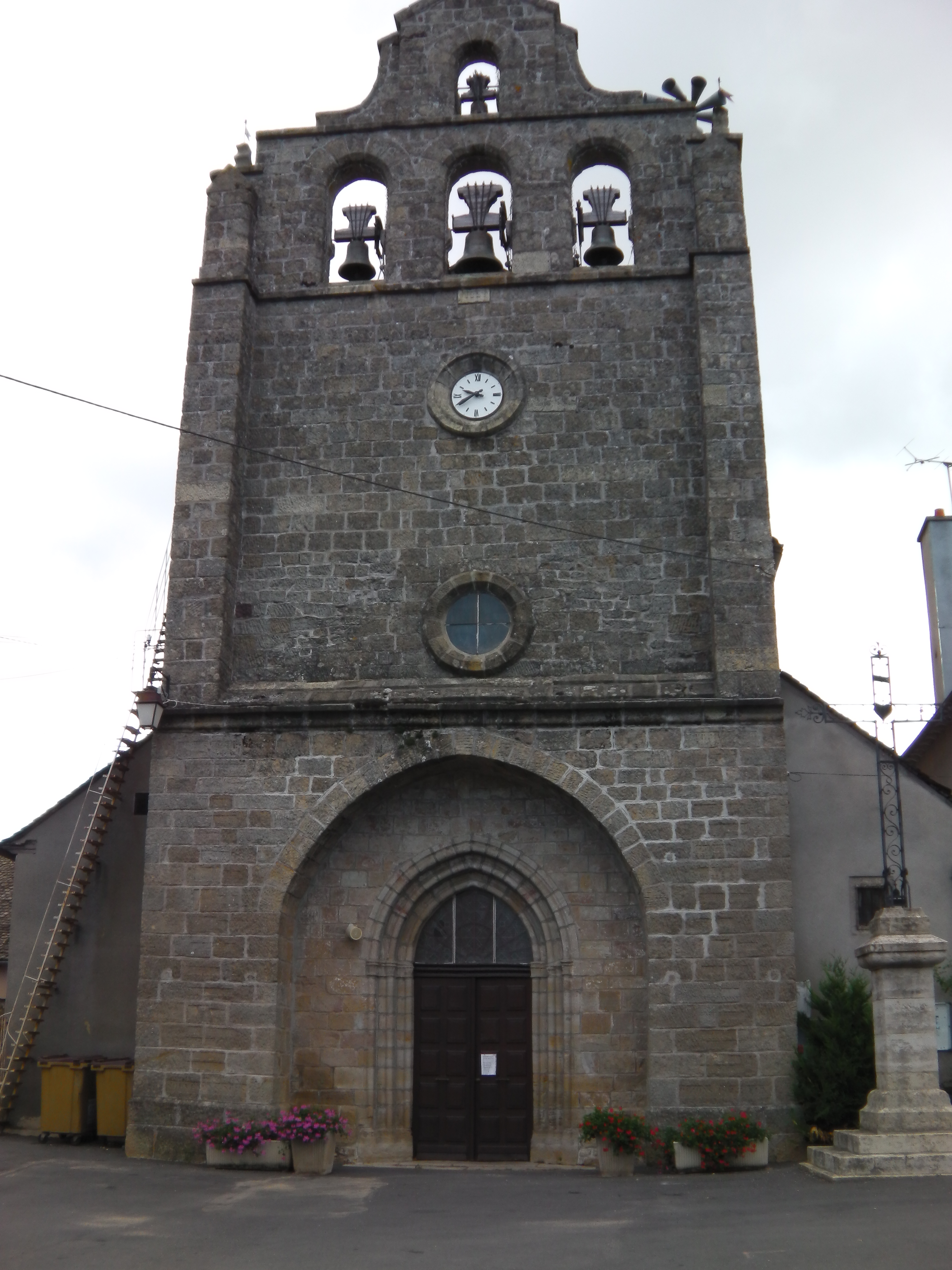
Kirche Saint-Germain